# Roosbloemmolen
De Roosbloemmolen is een windmolenrestant in de Oost-Vlaamse plaats Oosterzele, gelegen aan de Roosbloemstraat 1A.
Deze ronde stenen molen van het type beltmolen fungeerde als korenmolen.

## Geschiedenis
Al voor 1600 stond hier een standerdmolen. In 1860 werd de molen door brand getroffen en in 1862 herbouwd. In 1884 werd de standerdmolen vervangen door een stenen molen.
In 1940 werd de molen door oorlogshandelingen beschadigd. Toen een Duitse soldaat was doodgeschoten heeft de bezetter enkele mensen die door hen werden verdacht in de molen opgesloten.
Na de Tweede Wereldoorlog werd niet meer met windkracht gemalen maar werd in de molen een mechanische maalderij gevestigd. In 1956 werd het gevlucht overgebracht naar de Vinkemolen te Oosterzele, die later naar Sint-Denijs-Boekel werd overgebracht.
Omstreeks 1980 werd ook de mechanische maalderij stilgelegd. De romp werd nog als bergplaats gebruikt maar in de jaren '90 van de 20e eeuw werd de romp gerenoveerd en kwam er een woning in.
- Inventaris van het Bouwkundig Erfgoed (Vlaanderen): 200007